# Anolinga longiventris
Anolinga longiventris är en tvåvingeart som beskrevs av Krober 1911. Anolinga longiventris ingår i släktet Anolinga och familjen stilettflugor.
Artens utbredningsområde är Paraguay. Inga underarter finns listade i Catalogue of Life.